# Martyn Woolford
Martyn Paul Woolford (né le 13 octobre 1985 à Pontefract, en Angleterre), est un footballeur anglais. Il joue depuis 2015 au poste d'ailier.
Après avoir débuté dans les rangs d'équipes amateures, comme Glasshoughton Welfare et Frickley Athletic, il est recruté en 2006 par York City, club de cinquième division, puis, successivement par Scunthorpe United puis Bristol City et découvre la troisième puis la deuxième division. Arrivé à Bristol City durant l'hiver 2011, il est aujourd'hui un titulaire confirmé de l'équipe.

## Carrière

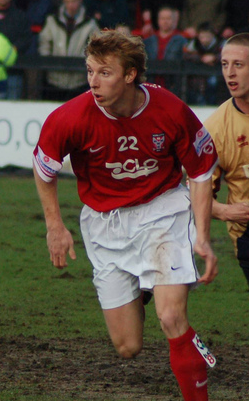
Woolford portant le maillot de York City (2007).

Martyn Woolford débute dans le club amateur de Glasshoughton Welfare AFC où il suit une formation de footballeur. Il en part en 2005 et s'engage au Frickley Athletic FC. Son nouveau club réussissant une excellente saison 2005-2006, de nombreux recruteurs, notamment de York City, Hartlepool United et Guiseley, repèrent les principaux joueurs de l'équipe, au nombre desquels figure Woolford, auteur de 14 buts, dont on dit qu'il a « terrorisé les défenses pendant neuf mois ». Son entraîneur décrit alors un joueur « d'un grand talent naturel et d'une superbe attitude. »
C'est ainsi que, âgé de seulement 20 ans, Woolford signe à York City le 1er septembre 2006, après un essai non concluant durant l'été à Stockport County. Il débute le soir même lors de la rencontre York City-Stafford Rangers (0-0), au cours de laquelle il entre à la 57e minute. En octobre 2007, alors que son contrat expire en juin 2009, il le prolonge jusqu'à juin 2010. Au printemps 2008, il déclare ne pas vouloir quitter York pour un club de même niveau mais, si un départ devait arriver, ce serait pour un club d'au moins deux divisions supérieures. Quelques semaines plus tard, alors que York lui propose un nouveau contrat, il le rejette, laissant la porte ouverte à des offres d'autres clubs.
Il accepte une proposition de Scunthorpe United, club de League One (troisième division) et y signe un contrat de trois ans. Titulaire indiscutable à Scunthorpe, il parvient à s'imposer dans l'équipe et devient le héros du club lorsque, le 24 mai 2009, il inscrit au stade de Wembley le but victorieux (3-2) de Scunthorpe contre Millwall en finale de playoff de League One, offrant ainsi au club la promotion en Championship (deuxième division).
Lors du mercato d'hiver 2011, il est recruté par Bristol City, autre club de Championship. La durée du contrat est de trois ans et demi. Le jour de son arrivée, son nouvel entraîneur Keith Millen (en) dit de lui : « C'est un bon footballeur et il a un grand avenir. » Il joue son premier match sous ses nouvelles couleurs quelques jours plus tard, le 5 février 2011. Ce jour-là, Bristol s'impose sur le terrain de Preston North End (0-4) et Woolford joue l'intégralité de la rencontre.
Janvier 2013 il rejoint Millwall.
À l'issue de la saison 2014-15, il est libéré par Millwall.
Le 14 juillet 2015, il rejoint Sheffield United.

## Palmarès
Scunthorpe United
- Playoff de League One
  - Vainqueur : 2009

## Statistiques
| Saison      | Club              | Pays                     | Championnat         | Coupes nationales |
| ----------- | ----------------- | ------------------------ | ------------------- | ----------------- |
| 2006 - 2007 | York City         | Conference (D5)          | 42 matchs / 8 buts  | 2 matchs          |
| 2007 - 2008 | York City         | Blue Square Premier (D5) | 44 matchs / 14 buts | 7 matchs          |
| 2008 - 2009 | Scunthorpe United | League One (D3)          | 42 matchs / 6 buts  | 10 matchs / 1 but |
| 2009 - 2010 | Scunthorpe United | Championship (D2)        | 40 matchs / 5 buts  | 6 matchs          |
| 2010 - 2011 | Scunthorpe United | Championship (D2)        | 24 matchs / 6 buts  | 3 matchs / 2 buts |
| 2010 - 2011 | Bristol City      | Championship (D2)        | 15 matchs           | -                 |
| 2011 - 2012 | Bristol City      | Championship (D2)        | 6 matchs            | 1 match           |

Dernière mise à jour : 15 septembre 2011